# Las Palmas, Xochitepec
Las Palmas är en ort i Mexiko.   Den ligger i kommunen Xochitepec och delstaten Morelos, i den sydöstra delen av landet, 80 km söder om huvudstaden Mexico City. Las Palmas ligger 1 033 meter över havet och antalet invånare är 201.
Terrängen runt Las Palmas är platt åt sydost, men åt nordväst är den kuperad. Runt Las Palmas är det ganska tätbefolkat, med 185 invånare per kvadratkilometer. Närmaste större samhälle är Jiutepec, 18,0 km nordost om Las Palmas. Omgivningarna runt Las Palmas är en mosaik av jordbruksmark och naturlig växtlighet.